# Бабичев, Игорь Викторович
Игорь Викторович Бабичев (род. 1 января 1960, Новоалександровка, Амурская область) — российский политический деятель. Депутат Государственной думы второго созыва (1995—1999)..

## Биография
Родился в 1960 году. Окончил в 1983 году 1-й Московский медицинский институт им. И. М. Сеченова с отличием, а в 1996 году  юридический факультет МГУ. В 1983-1990 годах работал в системе Четвёртого и Третьего главных управлений Минздрава СССР (ныне - Медицинский центр Управления делами Президента РФ и Федеральное медико-биологическое агентство соответственно). В 1990-1991 гг. - научный сотрудник Института мозга АМН СССР. 
С 1990 года - депутат и член президиума Химкинского городского совета народных депутатов Московской области, с декабря 1991 года - первый заместитель главы администрации Химкинского района, затем и председатель Комитета по управлению имуществом Химкинского района.
1995 г. — заместитель председателя партии «Демократическая альтернатива».
1996-2000 годах — депутат Государственной Думы второго созыва, член комитета по вопросам местного самоуправления.
В 2000-2002 гг. - первый заместитель Секретаря (исполнительного руководителя) конгресса муниципальных образований РФ, в 2002-2004 гг. - Секретарь Конгресса, затем директор Ассоциации малых и средних городов России, ответственный секретарь Координационного совета по содействию созданию единого общероссийского объединения муниципальных образований.
С 2007 года по настоящее время - руководитель аппарата Комитета Государственной Думы по вопросам местного самоуправления (с 2011 года - Комитет по федеральному устройству и вопросам местного самоуправления).
В Государственной Думе был членом фракции общественного объединения «Яблоко», председателем подкомитета по вопросам взаимодействия с органами государственной власти и органами местного самоуправления Комитета по вопросам местного самоуправления;
Заведующий базовой кафедрой государственного и муниципального управления Российского государственного социального университета, доктор юридических наук, академик РАЕН. 
Почетный член президиума Общероссийского конгресса муниципальных образований. Главный редактор журнала «Местное право». Сопредседатель организационного комитета Федерального Народного Совета.
Автор монографий, учебников и более 100 статей по вопросам теории и практики местного самоуправления, конституционного и муниципального права. Соавтор и редактор фундаментального Комментария к Федеральному закону «Об общих принципах организаций местного самоуправления в Российской Федерации» №131-ФЗ (второе издание вышло в 2015 году, готовится третье).